# عروس‌سوزی

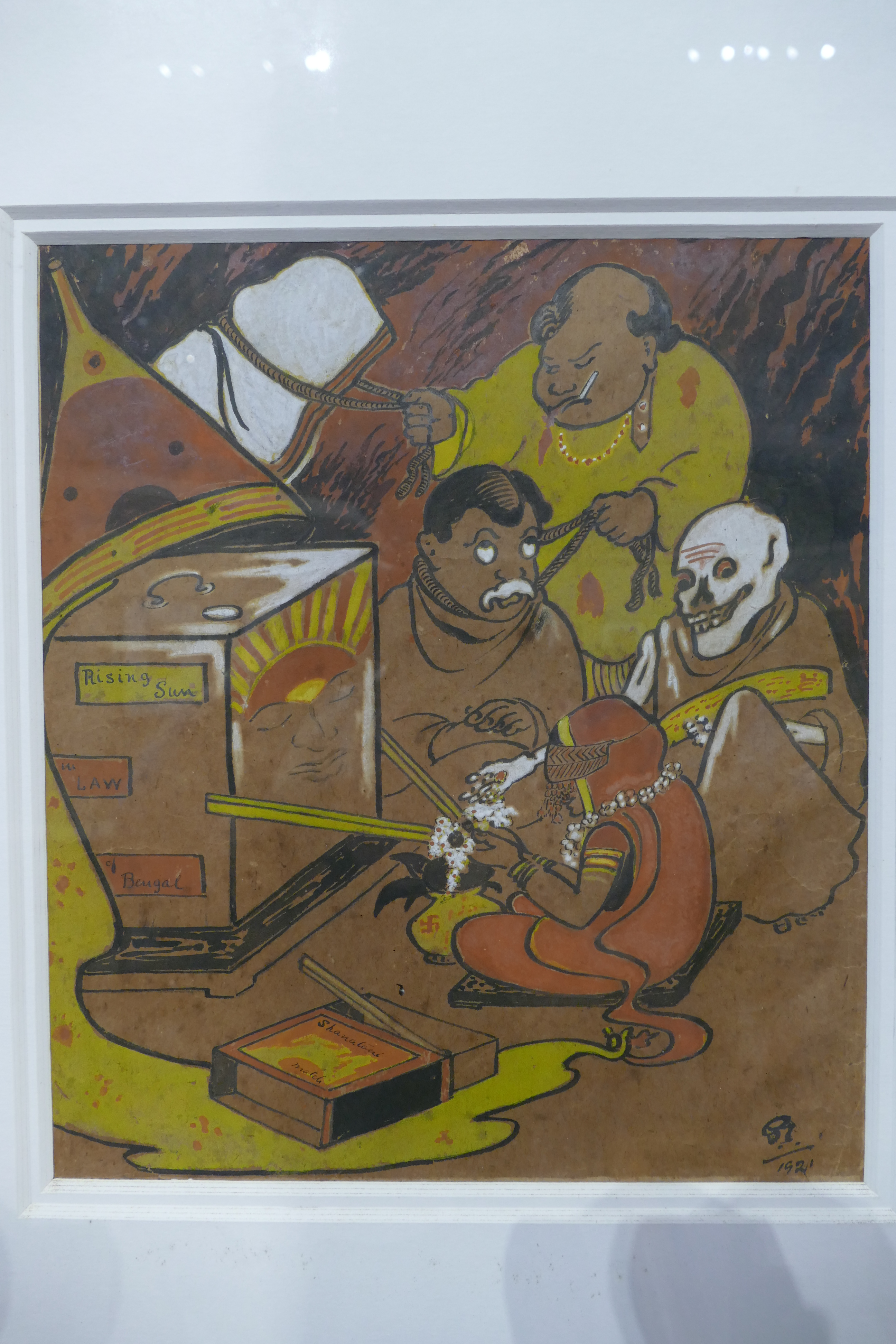
طلوع آفتاب در بنگال، انتقادی به عروس سوزی. موزه هند، کلکته

عروس‌سوزی یکی از جرایم محلی در شبه قاره هند در کشورهایی نظیر هند، بنگلادش و پاکستان می‌باشد.
اگر خانواده عروس نتواند جهیزیه کافی تهیه کند، خانواده داماد اقدام به سوزاندن عروس می‌کنند. این کار با استفاده از نفت یا بنزین انجام می‌شود، ولی معمولاً از نفت استفاده می‌شود.
عروس‌سوزی در سال‌های اخیر نیز، قربانیان بسیاری داشته است. شاید بتوان ادعا کرد که روزی نمی‌گذرد که عروس‌سوزی در هند اتفاق نیفتد، اما تمامی آنها در روزنامه‌ها گزارش نمی‌شود. مردم شاهد انعکاس تعداد زیادی از آنها در روزنامه‌ها هستند، اما تعداد قربانیان این جنایت هولناک بیش از آن است که در روزنامه‌ها منعکس می‌شود.